# Serie A2 2018-2019 (pallamano maschile)
La Serie A2 2018-2019 è stata la 49ª edizione del secondo massimo torneo di pallamano maschile in Italia.

## Avvenimenti
In via eccezionale la FIGH ha accettato la richiesta da parte della società austriaca dell'Innsbruck Tirol di partecipare al campionato. Gli austriaci sono fuori classifica. 

A partecipare al campionato vi sono anche le seconde squadre del Cassano Magnago e del Brixen che però non possono essere promosse in Serie A vista la concomitante partecipazione delle prime squadre al massimo campionato.
Al termine dei playoff le due squadre promosse in Serie A sono Eppan e Raimond Sassari, rispettivamente dopo 1 e 5 anni di assenza nella massima serie.

## Girone A

### Regular Season
|  | Pos. | Squadra           | Pt | G  | V  | N | S  | GF  | GS  | D    | Note                              |
|  | ---- | ----------------- | -- | -- | -- | - | -- | --- | --- | ---- | --------------------------------- |
|  | 1.   | Eppan             | 43 | 24 | 21 | 1 | 2  | 684 | 539 | +145 | Qualificato alla Poule Promozione |
|  | 2.   | Tirol             | 41 | 24 | 20 | 1 | 3  | 757 | 586 | +171 | Squadra fuori classifica          |
|  | 3.   | Molteno           | 36 | 24 | 18 | 0 | 6  | 621 | 511 | +110 | Qualificato alla Poule Promozione |
|  | 4.   | Cassano Magnago B | 36 | 24 | 18 | 0 | 6  | 668 | 586 | +82  |                                   |
|  | 5.   | Taufers           | 27 | 24 | 13 | 1 | 10 | 632 | 618 | +14  | Qualificato alla Poule Promozione |
|  | 6.   | Malo              | 26 | 24 | 12 | 2 | 10 | 660 | 625 | +37  |                                   |
|  | 7.   | Torri             | 19 | 24 | 9  | 1 | 14 | 566 | 626 | -69  |                                   |
|  | 8.   | Brixen B          | 18 | 24 | 8  | 2 | 14 | 654 | 700 | -46  |                                   |
|  | 9.   | Vigasio           | 17 | 24 | 8  | 1 | 15 | 585 | 666 | -81  |                                   |
|  | 10.  | Mezzocorona       | 16 | 24 | 7  | 2 | 15 | 553 | 664 | -111 |                                   |
|  | 11.  | Crenna            | 14 | 24 | 7  | 0 | 17 | 554 | 623 | -69  |                                   |
|  | 12.  | Oderzo            | 10 | 24 | 4  | 2 | 18 | 649 | 752 | -103 | Retrocessione                     |
|  | 13.  | Emmeti            | 9  | 24 | 4  | 1 | 19 | 572 | 660 | -88  | Retrocessione                     |

## Girone B

### Regular Season
|  | Pos. | Squadra          | Pt | G  | V  | N | S  | GF  | GS  | D    | Note                              |
|  | ---- | ---------------- | -- | -- | -- | - | -- | --- | --- | ---- | --------------------------------- |
|  | 1.   | Sassari          | 40 | 24 | 19 | 2 | 3  | 717 | 540 | +177 | Qualificato alla Poule Promozione |
|  | 2.   | Rapid Nonantola  | 40 | 24 | 19 | 2 | 3  | 662 | 572 | +90  | Qualificato alla Poule Promozione |
|  | 3.   | Parma            | 37 | 24 | 17 | 3 | 4  | 645 | 563 | +82  | Qualificato alla Poule Promozione |
|  | 4.   | Secchia Rubiera  | 31 | 24 | 15 | 1 | 8  | 614 | 549 | +65  |                                   |
|  | 5.   | Ambra            | 30 | 24 | 13 | 4 | 7  | 610 | 575 | +35  |                                   |
|  | 6.   | Romagna          | 25 | 24 | 10 | 5 | 9  | 575 | 554 | +21  |                                   |
|  | 7.   | Fiorentina       | 21 | 24 | 10 | 1 | 13 | 616 | 661 | -45  |                                   |
|  | 8.   | 2 Agosto Bologna | 18 | 24 | 9  | 2 | 13 | 582 | 638 | -56  |                                   |
|  | 9.   | Estense Ferrara  | 16 | 24 | 7  | 2 | 15 | 554 | 626 | -72  |                                   |
|  | 10.  | Verdeazzurro     | 16 | 24 | 7  | 2 | 15 | 632 | 727 | -95  |                                   |
|  | 11.  | Ferrara United   | 15 | 24 | 6  | 3 | 15 | 573 | 613 | -40  |                                   |
|  | 12.  | Camerano         | 14 | 24 | 7  | 0 | 17 | 575 | 631 | -56  |                                   |
|  | 13.  | Modena           | 9  | 24 | 4  | 1 | 19 | 541 | 648 | -107 | Retrocessione                     |
|  | 14.  | Carpi            | 0  | 0  | 0  | 0 | 0  | 0   | 0   | +0   | Retrocessione                     |

## Girone C

### Regular Season
|  | Pos. | Squadra           | Pt | G  | V  | P | S  | GF  | GS  | D    | Note                              |
|  | ---- | ----------------- | -- | -- | -- | - | -- | --- | --- | ---- | --------------------------------- |
|  | 1.   | Mascalucia        | 29 | 16 | 14 | 1 | 1  | 477 | 358 | +119 | Qualificato alla Poule Promozione |
|  | 2.   | Benevento         | 26 | 16 | 13 | 0 | 3  | 493 | 391 | +102 | Qualificato alla Poule Promozione |
|  | 3.   | Teramo            | 24 | 16 | 11 | 2 | 3  | 422 | 420 | +102 |                                   |
|  | 4.   | Putignano         | 17 | 16 | 8  | 1 | 7  | 378 | 381 | -3   |                                   |
|  | 5.   | Atellana          | 16 | 16 | 6  | 2 | 8  | 452 | 404 | +48  |                                   |
|  | 6.   | Alcamo            | 12 | 16 | 6  | 0 | 10 | 399 | 378 | +21  |                                   |
|  | 7.   | Haenna            | 12 | 16 | 6  | 0 | 10 | 388 | 379 | +10  |                                   |
|  | 8.   | Lanzara           | 6  | 16 | 3  | 0 | 13 | 329 | 434 | -105 |                                   |
|  | 9.   | Valentino Ferrara | 2  | 16 | 1  | 0 | 15 | 290 | 584 | -284 | Retrocessione                     |

## Playoff promozione
Si affrontano le otto squadre qualificate (3 dal girone A, 3 dal girone B e 2 dal girone C) in due giorni con partite di sola andata: le prime due classificate dei rispettivi gironi accedono alle semifinali; le vincenti di quest'ultime sono promosse in Serie A - 1ª Divisione Nazionale 2019-2020 e giocano la finale per contendersi la Coppa Italia di categoria. 
Tutte le gare di playoff vengono giocate in sede unica a Cassano Magnago (VA).

### Squadre qualificate
| Girone A | Girone B        | Girone C   |
| -------- | --------------- | ---------- |
| Eppan    | Sassari         | Mascalucia |
| Molteno  | Rapid Nonantola | Benevento  |
| Taufers  | Parma           |            |

### Girone A

#### Risultati
| Squadra 1       | Squadra 2       | Risultato   |
| --------------- | --------------- | ----------- |
| Sassari         | Parma           | 1 mag. 2019 |
| Sassari         | Parma           | 26 – 17     |
| Rapid Nonantola | Molteno         | 1 mag. 2019 |
| Rapid Nonantola | Molteno         | 22 – 28     |
| Molteno         | Sassari         | 2 mag. 2019 |
| Molteno         | Sassari         | 23 – 19     |
| Parma           | Rapid Nonantola | 2 mag. 2019 |
| Parma           | Rapid Nonantola | 35 – 21     |
| Sassari         | Rapid Nonantola | 3 mag. 2019 |
| Sassari         | Rapid Nonantola | 30 – 17     |
| Molteno         | Parma           | 3 mag. 2019 |
| Molteno         | Parma           | 24 – 28     |

#### Classifica
|  | Pos. | Squadra         | Pt | G | V | N | S | GF | GS | D   |
|  | ---- | --------------- | -- | - | - | - | - | -- | -- | --- |
|  | 1.   | Sassari         | 4  | 3 | 2 | 0 | 1 | 81 | 58 | +23 |
|  | 2.   | Molteno         | 4  | 3 | 2 | 0 | 1 | 75 | 69 | +6  |
|  | 3.   | Parma           | 4  | 3 | 2 | 0 | 1 | 80 | 71 | +9  |
|  | 4.   | Rapid Nonantola | 0  | 3 | 0 | 0 | 3 | 60 | 93 | -33 |

### Girone B

#### Risultati
| Squadra 1  | Squadra 2  | Risultato   |
| ---------- | ---------- | ----------- |
| Eppan      | Taufers    | 1 mag. 2019 |
| Eppan      | Taufers    | 30 – 14     |
| Mascalucia | Benevento  | 1 mag. 2019 |
| Mascalucia | Benevento  | 27 – 31     |
| Benevento  | Eppan      | 2 mag. 2019 |
| Benevento  | Eppan      | 29 – 36     |
| Taufers    | Mascalucia | 2 mag. 2019 |
| Taufers    | Mascalucia | 25 – 24     |
| Eppan      | Mascalucia | 3 mag. 2019 |
| Eppan      | Mascalucia | 29 – 28     |
| Benevento  | Taufers    | 3 mag. 2019 |
| Benevento  | Taufers    | 27 – 21     |

#### Classifica
|  | Pos. | Squadra    | Pt | G | V | N | S | GF | GS | D   |
|  | ---- | ---------- | -- | - | - | - | - | -- | -- | --- |
|  | 1.   | Eppan      | 6  | 3 | 3 | 0 | 0 | 95 | 71 | +24 |
|  | 2.   | Benevento  | 4  | 3 | 2 | 0 | 1 | 94 | 77 | +17 |
|  | 3.   | Taufers    | 2  | 3 | 1 | 0 | 2 | 60 | 81 | -21 |
|  | 4.   | Mascalucia | 0  | 3 | 0 | 0 | 3 | 79 | 85 | -6  |

### Semifinali
| Squadra 1 | Squadra 2 | Risultato   |
| --------- | --------- | ----------- |
| Sassari   | Benevento | 4 mag. 2019 |
| Sassari   | Benevento | 28 – 25     |
| Eppan     | Molteno   | 4 mag. 2019 |
| Eppan     | Molteno   | 23 – 14     |

### Finale
| Squadra 1 | Squadra 2 | Risultato   |
| --------- | --------- | ----------- |
| Sassari   | Eppan     | 5 mag. 2019 |
| Sassari   | Eppan     | 23 – 28     |